# VII Governo Constitucional de Timor-Leste

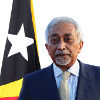
Mari Alkatiri, o primeiro-ministro do do VII Governo.

O VII Governo Constitucional de Timor-Leste é o governo iniciado com a coligação que tem Mari Alkatiri como primeiro-ministro e foi empossado no dia 15 de setembro de 2017.